# Flecha Valona 1955
La Flecha Valona 1955 se disputó el 30 de abril de 1955, y supuso la edición número 19 de la carrera. El ganador fue el belga Stan Ockers. El también belga Alfons Vandenbrande y el francés Stanislas Bober fueron segundo y tercero respectivamente.  

## Clasificación final
| Pos. | Ciclista            | Equipo        | Tiempo      |
| ---- | ------------------- | ------------- | ----------- |
| 1    | Stan Ockers         | Elvé-Peugeot  | 6h12'20"    |
| 2    | Alfons Vandenbrande | Girardengo    | a 2'46"     |
| 3    | Stanislas Bober     | Alcyon-Dunlop | s.t.        |
| 4    | Brian Robinson      | Hercules      | s.t.        |
| 5    | no asignado         | no asignado   | no asignado |
| 6    | Pierre Molinéris    | Alcyon-Dunlop | a 2'55"     |
| 7    | Jean Brankart       | Girardengo    | a 5'35"     |
| 8    | Eugenio Bertoglio   | -             | a 6'01"     |
| 9    | Germain Derycke     | Alcyon-Dunlop | a 6'04"     |
| 10   | Rik Van Steenbergen | Elvé-Peugeot  | s.t.        |